# Мао Цзедун
Ма́о Цзеду́н (кит. трад. 毛澤東, спр. 毛泽东, піньїнь: Máo Zédōng; 26 грудня 1893, Шаошань, Хунань, Імперія Цін — 9 вересня 1976, Пекін, КНР) — китайський політичний лідер, теоретик маоїзму, поет, каліграф. Засновник Китайської комуністичної партії (ККП) у 1921, незабаром став її лідером. У КНР вважається національним героєм.
Очолював партію й уряд країни до смерті. Його вплив зменшився після ряду економічних невдач (1958—1960, «Великий стрибок»), але знову став панівним в роки Культурної революції 1961—1969. Адаптував соціалізм до китайських умов, що зображено в «Маленькій червоній книзі».

## Життєпис

### Дитинство та юність
Мао Цзедун народився 26 грудня 1893 року в селі Шаошань провінції Хунань, недалеко від столиці провінції, міста Чанша. Батько Цзедуна, Мао Їчан (кит. 毛贻昌), належав до дрібних землевласників, і сім'я його була досить забезпеченою. Сувора вдача батька-конфуціанця зумовила конфлікти з сином і одночасно прихильність хлопчика до м'якшої за характером матері-буддистки, Вень Суцінь (кит.: 素勤 — прізвисько Цімей). Подружжя народило сім дітей, але два сина та дві доньки померли у ранньому віці. Рідними братами Цзедуна були Цземінь (1895—1943) та Цзетань (1905—1935). Родина також взяла до себе доньку двоюрідного брата батька, Мао Вейшена (кит.: 毛尉生). Дівчина отримала ім'я Мао Цзецзянь (1905—1929).
Синьхайська революція застала молодого Мао в Чанша, куди той у віці шістнадцяти років перебрався з рідного села. Він став свідком кровопролитної боротьби різних угрупувань, а також солдатських повстань, і на короткий час сам примкнув до армії губернатора провінції. Після цього Мао заглибився в навчання, досягши блискучих результатів в гуманітарних науках. У 1917 році з'явилися його перші статті у відомих журналах соціалістичного спрямування, таких, як «Нова молодь». Роком пізніше він, наслідуючи свого улюбленого вчителя Яна Чанцзі, перебрався до Пекіна, де працював асистентом Лі Дачжао, що став пізніше одним із засновників Комуністичної партії Китаю.

### Початок політичної діяльності

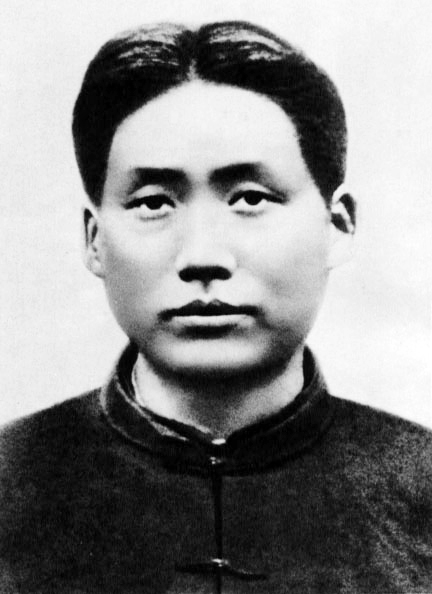
Мао Цзедун у 1927 році

Покинувши Пекін, юний Мао подорожував країною, займався поглибленим вивченням праць західних філософів і революціонерів, цікавився подіями в Російській імперії. Взимку 1920 року він відвідав Пекін у складі делегації від Національних Зборів провінції Хунань, що вимагали зняття корумпованого і жорстокого губернатора провінції. Через рік Мао услід за своїм другом Цай Хесенем вирішив взяти на озброєння комуністичну ідеологію. У липні 1921 року Мао взяв участь у шанхайському з'їзді, на якому була заснована Комуністична партія Китаю. Через два місяці, після повернення в Чанша, він став секретарем хунанського відділення КПК. Тоді ж Мао одружився з Ян Кайхуей, дочці Яна Чанцзі. Протягом наступних п'яти років у них народилися три сини — Аньін, Аньцин і Аньлун.
За наполяганням Комуністичного інтернаціоналу КПК була вимушена вступити в союз з Гомінданом. Мао Цзедун, який влітку 1923 року входив до складу ЦК КПК, не вітав цей компроміс. У 1926 році Мао було висунуто на посаду секретаря КПК з селянського руху, а роком пізніше — керівника гоміньданівського Інституту Селянського Руху. Всі ці роки він багато займався роботою з селянством, знаходив взаєморозуміння з яким Мао допомагало його сільське походження. Мао прийшов до висновку, що пролетаріат не може бути носієм революції в Республіці Китай, де переважну більшість населення складають селяни. Вже у той час він почав формулювати для себе основні тези майбутньої ідеології (маоїзму).

## Громадянська війна

### Радянська Республіка в Цзянсі

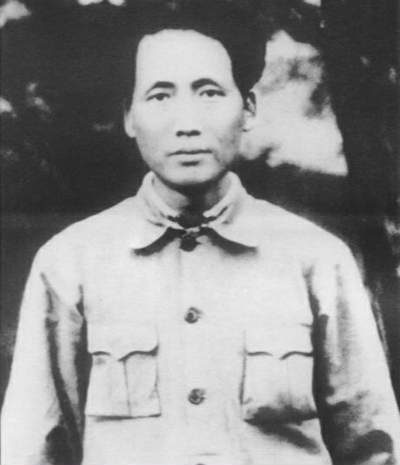
Мао, 1931 рік

У квітні 1927 року Чан Кайші, зайнявши за допомогою комуністів Шанхай, почав проводити в місті політику нещадного терору проти вчорашніх союзників. Тисячі членів КПК були арештовані або вбиті. У цей час Мао Цзедун підняв в околицях Чанша селянське повстання «Осіннього урожаю». Повстання було придушене місцевою владою з великою жорстокістю, Мао був змушений тікати із залишками своєї армії в гори Цзінганшан на межі Хунані і Цзянсі. Незабаром атаки Гоміньдана примусили групи Мао, а також розбитих у ході Наньчанського повстання Чжу Де, Чжоу Еньлая та інших військових лідерів КПК, покинути цю територію. У 1928 році, після довгих переселень, комуністи міцно закріпилися на заході провінції Цзянсі. Там Мао створив достатньо сильну радянську республіку. Згодом він провів ряд аграрних і соціальних реформ — зокрема, конфіскацію і перерозподіл землі, лібералізацію прав жінок.
Тим часом, Компартія Китаю переживала важку кризу. Число її членів скоротилося до 10 000, з них лише 3 % були робочими. Новий лідер партії Лі Лісань, унаслідок декількох серйозних поразок на військовому й ідеологічному фронті, а також розбіжностей зі Йосипом Сталіним, був виключений із ЦК. На цьому тлі позиція Мао, що робив ставку на селянство і відносно успішно діяв у цьому напрямі, посилилася в партії, незважаючи на часті конфлікти з партійною верхівкою. Зі своїми супротивниками на локальному рівні в Цзянси Мао розправився протягом 1930—1931 рр. за допомогою репресій, під час яких багато місцевих керівників було вбито або кинуто у в'язниці як агенти вигаданого товариства «АБ-туаней». Справа «АБ-туаней» стала першим «чищенням» в історії КПК.
У той же час Мао пережив особисту втрату: агентам Гоміньдана вдалося схопити його дружину, Ян Кайхуей. Вона була страчена в 1930 р., а дещо пізніше молодший син Мао Аньлун помер від дизентерії (ймовірно від шигельозу). Другий його син від Кайхуей, Мао Аньін, загинув під час Корейської війни. Незабаром після смерті другої дружини Мао почав жити з активісткою Хе Цзиджень.

### Великий похід
До 1934 р. сили Чан Кайші оточили комуністичні райони в Цзянсі і почали готуватися до масованої атаки. Керівництво КПК ухвалило рішення про відхід з цього району. Операція з прориву чотирьох рядів гоміндановських укріплень готувалось і проводилось Чжоу Енлаєм — Мао в цей час знову в опалі. Чільні позиції після відсторонення Лі Лісаня зайняли «28 Більшовиків» — група близьких до Комінтерну і Йосипа Сталіна молодих функціонерів на чолі з Ван Міном. З великими втратами комуністам вдалося прорватися через заслони націоналістів і піти в гірські райони Ґуйчжоу. Під час короткого перепочинку в містечку Цзуньі пройшла партійна конференція, на якій партією були офіційно прийняті деякі тези, представлені Мао. Сам він став постійним членом політбюро, а групу «28 більшовиків» піддано відчутній критиці.

### Яньаньський період
Через рік після початку Великого походу, в жовтні 1935 р. Червона Армія досягла комуністичного району Шеньсі-Ганьсу-Нінся (або, за назвою найбільшого міста, Яньань), який вирішено було зробити новим форпостом комуністичної партії. Під час Великого походу через військові дії, епідемії, нещасні випадки в горах і болотах, а також через дезертирство комуністи втратили понад 90 % з того складу, що покинув Цзянсі. Проте їм вдалося швидко відновити свої сили. На той час головною метою партії стала вважатися боротьба з Японською імперією, яка поводилася все агресивніше у відношенні до ослабленого Китаю. Після того, як в липні 1937 року відкрито вибухнула війна, комуністи, за вказівкою Москви, пішли на створення єдиного патріотичного фронту з Гоміньданом.
У самому розпалі антияпонської боротьби Мао Цзедун ініціював так званий «Рух за впорядкування стилю» («чженфен»; 1942—1943). Рух включав, в числі іншого, вивчення класиків марксизму-ленінізму, праць Мао, придушення вільнодумства серед комуністичної інтелігенції і кампанії з «самокритики», що особливо торкнулися головного суперника Мао — Ван Міна. Підсумком чженфен стала повна концентрація внутріпартійної влади в руках Мао Цзедуна. У 1943 р. його було обрано головою політбюро КПК, і тоді ж поволі почав виникати культ особи Мао.
До цього Мао тривалий час вивчав класику західної філософії і, особливо, марксизму. На основі марксизму-ленінізму, деяких аспектів традиційної китайської філософії і, не в останню чергу, власного досвіду та ідей, Мао, за допомогою особистого секретаря Чень Бода створив і теоретично обґрунтував новий напрям марксизму — «маоїзм». Маоїзм замислювався як гнучкіша, прагматичніша форма марксизму, яка була б краще пристосована до китайських реалій того часу. Головними його особливостями можуть бути позначені однозначне орієнтування на селянство (а не на пролетаріат) а також значна частка націоналізму.

### Перемога КПК у громадянській війні
У війні з Японською імперією комуністи діяли успішніше Гоміньдана. З одного боку це пояснювалося тактикою партизанської війни, що дозволяла успішно оперувати в тилу у супротивника. Наприкінці війни навіть робилися спроби зближення з китайськими комуністами з боку Сполучених Штатів Америки, що розчарувалася в Чан Кайші, який терпів одну поразку за іншою.

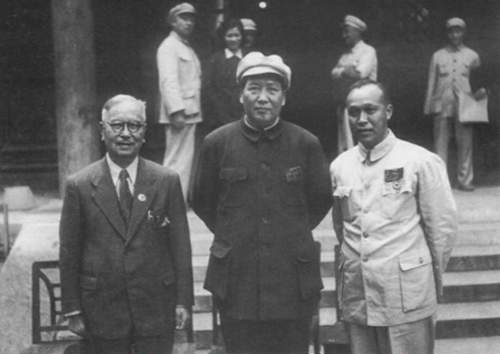
Мао Цзедун з представниками «хуацяо» в 1949 р.

До середини 1940-х років усі суспільні інститути Гоміндану, включаючи армію, знаходилися на заключній стадії розпаду. Повсюди процвітали нечувана корупція, свавілля, насильство; економіка і фінансова система країни фактично були атрофовані. Частина вищого керівництва Гоміньдану вельми м'яко відносилася до головного ворога Китаю — Японської імперії, надаючи перевагу веденню головних військових дій проти комуністів. Все це сприяло поширенню негативного відношення до Гоміньдану у більшості населення, у тому числі й серед інтелігенції.
Категорична відмова Чан Кайші організовувати життя в країні після кінця війни на демократичних засадах і хвиля репресій проти інакодумців спричинили повну втрату підтримки Гоміньданом серед населення і навіть власної армії. Після початку активних військових дій в 1947 році, комуністам, за допомогою Радянського Союзу, що закріпився на той час у Маньчжурії, вдалося за 2,5 роки захопити всією територією континентального Китаю, незважаючи на багатократну чисельну перевагу військ Гоміньдана і активне протистояння США. 1 жовтня 1949 року з воріт Тяньаньмень Мао Цзедун проголосив утворення Китайської Народної Республіки із столицею в Пекіні. Сам Мао став головою уряду нової республіки.

## Роки при владі

### Перша п'ятирічка і кампанія «Ста квітів»

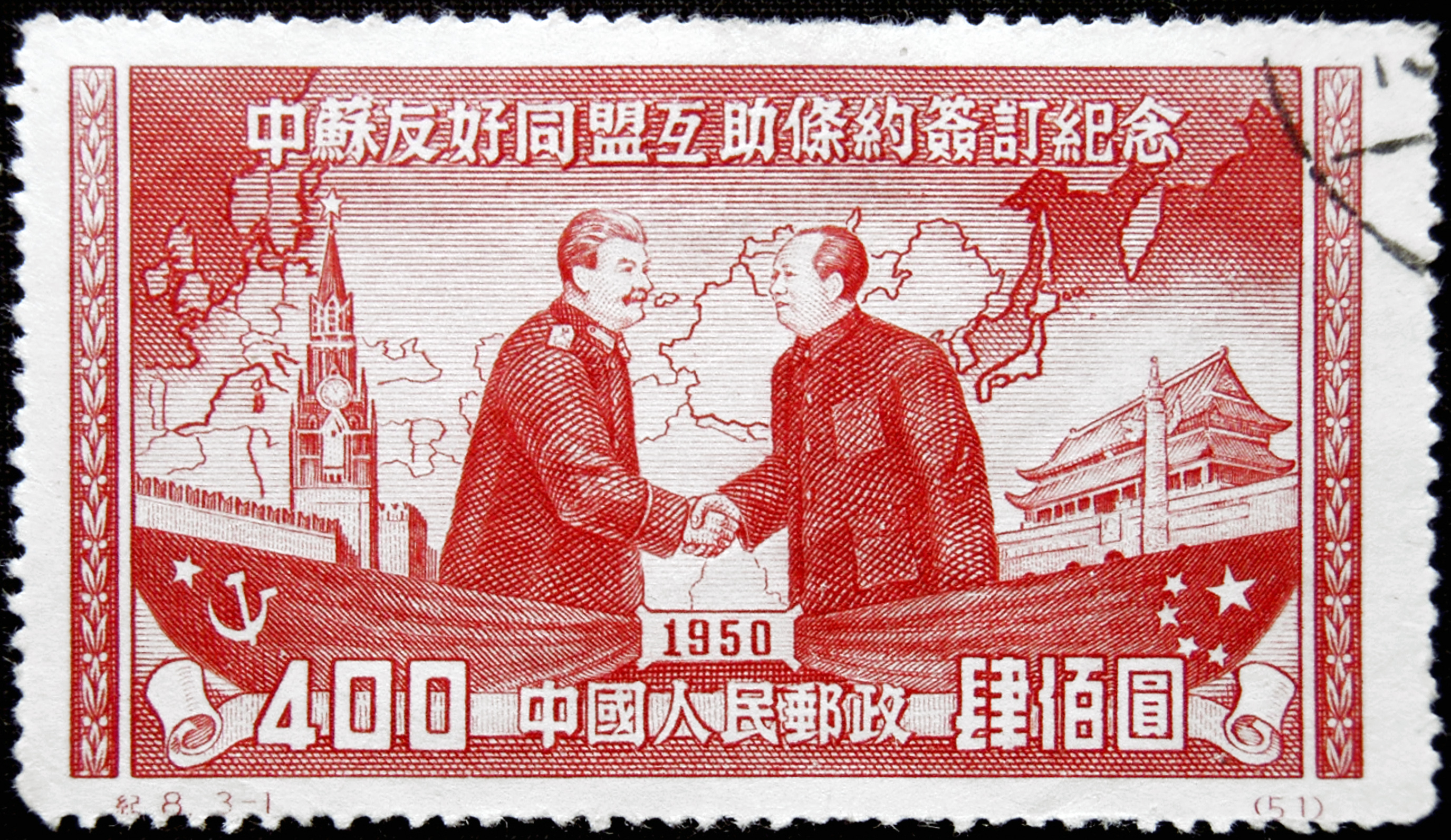
Сталін та Мао на поштовій марці КНР

Перші роки після перемоги над Гоміньданом в основному здійснено вирішення насущних економічних і соціальних проблем. Особливе значення Мао Цзедун надавав аграрній реформі, розвитку важкої індустрії і зміцненню громадянських прав. Майже всі реформи китайські комуністи проводили за зразком Радянського Союзу, що мав на початку 1950-х досить великий вплив на КНР. Зокрема, проводилася конфіскація землі у великих землевласників; у рамках першої п'ятирічки за допомогою фахівців з СРСР здійснено ряд великих індустріальних проектів. Зовнішньополітично початок 50-х років для Китайської Народної Республіки ознаменувався участю в Корейській війні, на якій за 3 роки військових дій загинуло близько мільйона китайських «добровольців», включаючи сина Мао.
Після XX з'їзду КПРС і смерті Сталіна у вищих ешелонах влади Китайської Народної Республіки також виникли розбіжності з приводу лібералізації країни і допустимості критики партії. Спочатку Мао ухвалив рішення підтримати ліберальне крило, до якого належали Чжоу Еньлай (Прем'єр Держради КНР), Дзюнь Юнь (Замголови КПК) і Ден Сяопін (Генсек КПК). У 1956 р. в своїй промові «Про справедливе вирішення протиріч усередині народу» Мао закликав відкрито висловлювати свою думку і брати участь у дискусіях, кинувши гасло: «Хай розцвітають сто квітів, хай змагаються сто шкіл!». Голова партії не розрахував, що його заклик викличе шквал критики відносно КПК і його самого. Інтелігенція і прості люди різко засудили диктаторський стиль правління КПК, порушення прав і свобод людини, корупцію, некомпетентність, насильство. Таким чином, вже в липні 1957 кампанія «Ста квітів» згорнута, і замість неї проголошено кампанію проти правих ухильників. Під час неї заарештовано близько 520 000 людей, що подали голос протесту під час «Ста квітів».

### «Великий стрибок тигра»
Незважаючи на великі зусилля, темпи зростання китайської економіки наприкінці 1950-х були недостатніми. Зменшилося виробництво аграрної продукції. Крім цього, Мао турбувала відсутність «революційного духу» в масах народу. До рішення цих проблем він вирішив підійти в рамках політики «Трьох червоних знамен», покликаної забезпечити «Великий стрибок вперед» у всіх областях народного господарства. Кампанія почалася в 1958 році. Щоб вже через 15 років досягти обсягів виробництва Великої Британії, передбачалося об'єднати практично все сільське (а також, частково, і міське) населення країни в автономні «комуни». Життя в комунах було вкрай колективізоване — приватне життя і, тим більше, власність були практично викорінені. Кожна комуна повинна була не тільки забезпечувати себе і навколишні міста продуктами харчування, але і виготовляти індустріальні продукти, головним чином сталь, яка виплавлялася в маленьких печах на задніх дворах членів комуни.
Політика «Великого стрибка тигра» закінчилася грандіозним провалом. Якість виробленої в комунах сталі була вкрай низькою, обробка колективних полів з різних причин йшла також кепсько, вже через 2 роки урожаї зернових і все виробництво продуктів харчування впали до катастрофічно низького рівня. У цей час керівники провінцій доповідали Мао про небувалі успіхи нової політики, провокуючи підняття планок з продажу зерна і виробництва «домашньої» сталі. Критики «Великого стрибка», наприклад, міністр оборони Пен Дехуай, позбавлені своїх постів. У 1959-61 рр. країну охопив найбільший голод, жертвами якого стали, за різними оцінках, від 10 до 30 мільйонів осіб.

### Напередодні «Культурної Революції»

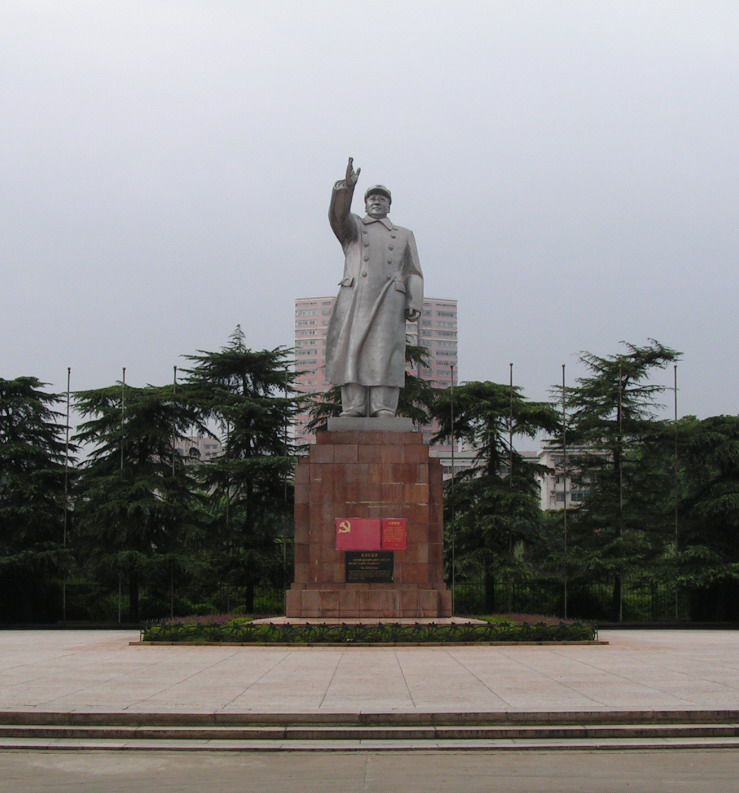
Сучасна статуя Мао

У 1959 р. ліворадикальні погляди Мао привели до розриву відносин Китайської Народної Республіки з Радянським Союзом. Мао з самого початку вкрай негативно ставився до ліберальної політики Хрущова і, особливо, до його тез про мирне співіснування двох систем. Під час «Великого стрибка» ця неприязнь вилилася у відкриту конфронтацію. СРСР відкликав з Китайської Народної Республіки всіх фахівців, що допомагали піднімати економіку країни, і припинив фінансову допомогу.
Внутрішньополітична ситуація в Китайській Народній Республіці також істотно змінилася. Після катастрофічного провалу «Великого стрибка» багато керівників як вищого, так і локальнішого рівня почали відмовляти Мао в підтримці. Інспекційні поїздки країною Ден Сяопіна і Лю Шаоці (що змінив в 1959 р. Мао Цзедуна на посаді голови держави) виявили жахливі наслідки політики, що проводилася, унаслідок чого велика частина членів ЦК більш-менш відкрито перейшла на сторону «лібералів». Лунали завуальовані вимоги відставки голови КПК. Внаслідок цього Мао Цзедун частково визнав провал «Великого стрибка» і навіть натякав на свою провину в цьому. Він припинив на час активно втручатися в справи керівництва країни, спостерігаючи з боку, як Ден і Лю проводили реалістичну політику, що в корені розходилася з його власними переконаннями, — розбивали комуни, допускали приватне землеволодіння і елементи вільної торгівлі на селі, істотно послабили тиск цензури.
Одночасно ліве крило партії посилено укріплювало свої позиції, діючи переважно з Шанхаю, куди незабаром виїхав і сам Мао. Так, новий міністр оборони Лінь Бяо займався активним насадженням культу особи Мао, особливо в підвладній йому «Народно-визвольній армії» (див. нижче). Вперше в політику — спочатку політику культури — стала втручатися Цзян Цин, остання дружина Мао. Вона різко атакувала демократично налаштованих письменників і поетів Китаю, а також авторів «буржуазної» літератури, що писали без підтексту класової боротьби. У 1965 році в Шанхаї від імені ліворадикального журналіста Яо Веньюаня опубліковано статтю, в якій піддано нищівній критиці драму відомого історика і письменника, заступника мера Пекіна У Ханя «Розжалування Рань Жуя», яка завуальовано ілюструвала корупцію, свавілля, святенництво і несвободу, що панували в Китаї. Незважаючи на старання ліберального блоку, дискусія навколо цієї драми стала прецедентом для початку великих змін у сфері культури, а незабаром — і Культурної Революції.

### Культурна революція
Незважаючи на високі темпи розвитку китайської економіки, після відмови від політики «Трьох червоних знамен», Мао не збирався миритися з ліберальною тенденцією розвитку народного господарства. Він також був не готовий забути ідеали перманентної революції, допустити «буржуазні цінності» в життя китайців. Проте він був змушений констатувати, що основна маса керівних кадрів не розділяє його світогляду. Навіть створений «Комітет з культурної революції» волів спочатку не застосовувати жорстких заходів проти критиків режиму. При такому розкладі Мао наважився провести нову глобальну пертурбацію в суспільстві, яка мала привести його назад у лоно революції і «дійсного соціалізму». Окрім лівих радикалів — Чен Бода, Цзян Цин і Лін Бяо, союзником Мао Цзедуна в цьому заході мала стати перш за все китайська молодь.
Провівши в липні 1966 р. заплив річкою Янцзи і довівши тим самим свою «боєздатність», Мао повернувся до Пекіна і провів могутню атаку на ліберальне крило партії, головним чином, на Лю Шаоці. Трохи пізніше ЦК за вказівкою Мао затвердив документ «Шістнадцять пунктів», що став практично програмою «Великої Пролетарської Культурної Революції». Початком її стали нападки на керівництво Пекінського університету лекторки Не Юаньцзи. Услід за цим студенти і учні середніх шкіл, в прагненні протистояти консервативним і нерідко корумпованим вчителям і професурі, надихнувшись революційними настроями і культом «Великого керманича — голови Мао», які уміло розпалювали «ліваки», почали організовуватися в загони «хунвейбінів» — «червоних вартових» (можна також перекласти як «червоногвардійців»). У пресі, що вже потрапила під контроль «ліваків», стартувала кампанія проти ліберальної інтелігенції. Не витримавши цькування, деякі її представники, а також партійні керівники здійснили самогубство.
Незабаром рух хунвейбінів набув глобального характеру. У всій країні проводилися масові судилища над керівними працівниками, професорами, під час яких їх піддано усіляким приниженням, нерідко били. На мільйонному мітингу в серпні 1966 Мао висловив повну підтримку і схвалення діям хунвейбінів, з яких послідовно створено армію революційного лівого терору. Разом з офіційними репресіями партійних керівників, все частіше відбувалися жорстокі розправи хунвейбінів. У числі інших представників інтелігенції, став жертвою звірячих тортур і покінчив життя самогубством відомий китайський письменник Лао Ше.
Надалі терор охопив усю країну, всі області життя і всі класи. Не тільки відомих осіб, але і простих громадян піддано пограбуванням, биттю, тортурам і навіть фізичному знищенню, часто під найнікчемнішим приводом. Хунвейбіни знищили незліченні витвори мистецтва, спалили мільйони книг, тисячі монастирів, храмів, бібліотек. Незабаром, крім хунвейбінів, зорганізовано загони революційної робочої молоді — «цзаофані» («бунтарі»), причому обидва рухи дробилися на ворогуючі угрупування, що вели часом кровопролитну боротьбу між собою. Коли терор досяг свого піку і життя в багатьох містах завмерло, проти анархії наважилися виступити регіональні керівники і армія. Сутички військових з хунвейбінами, а також внутрішні зіткнення між революційною молоддю поставили Китайську Народну Республіку під загрозу громадянської війни. Дійшовши до цієї межі, Мао вирішив припинити революційний терор. Мільйони хунвейбінів і цзаофаней, разом з партійними працівниками, просто вислали в села. Головна дія культурної революції закінчилася, Китайська Народна Республіка образно (і, частково — в буквальному розумінні) лежала у руїнах.
У країні після культурної революції потрапила під заборону Біблія, і всі екземпляри священної для християн книги були конфісковані. Біблію знову почали друкувати в країні тільки в кінці 1980-х років.

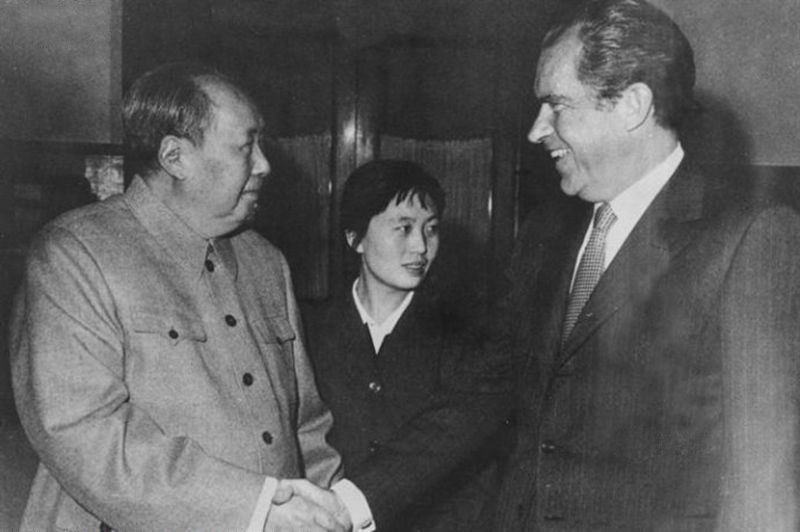
Мао Цзедун, Чжан Юйфен та Р. Ніксон. 1972

### Завершальний етап культурної революції. Останні роки Мао
По закінченню культурної революції в зовнішній політиці Китайської Народної Республіки відбувся несподіваний поворот. На тлі крайніх напружених відносин з Радянським Союзом (особливо після озброєного конфлікту на острові Даманський) Мао раптово зважився на зближення із Сполученими Штатами Америки, проти чого різко виступав Лінь Бяо, що вважався офіційним наступником Мао. Після культурної революції його влада різко зросла, що турбувало Мао Цзедуна. Спроби Лінь Бяо вести самостійну політику примусили голову остаточно розчаруватися в ньому, проти Ліня почали фабрикувати справу. Дізнавшись про це, Лінь Бяо 13 вересня 1971 року здійснив спробу втечі з країни, але його літак розбився за нез'ясованих обставин. Вже в 1972 році Китайську Народну Республіку відвідав президент Ніксон.
Після загибелі Лінь Бяо внутрішньополітичне життя Китайської Народної Республіки майже десятиліття визначала внутрішньофракційна боротьба в КПК. Один одному протистояли угрупування «ліваків» (на чолі з лідерами культурної революції, так званою «бандою чотирьох» — Цзян Цин, Ван Хунвень, Чжан Чунцяо і Яо Веньюань) і угрупування «прагматиків» (на чолі з поміркованим Чжоу Еньлаєм і реабілітованим Ден Сяопіном). Мао Цзедун прагнув підтримувати рівновагу влади між двома фракціями, допускаючи, з одного боку, деякі послаблення в області економіки, але і підтримуючи, з іншого боку, масові кампанії ліваків, наприклад, «Критику Конфуція і Лінь Бяо». Новим наступником Мао став вважатися Хуа Гофен, вірний маоїст, що належить до поміркованих лівих.
Боротьба між двома фракціями загострилася в 1976 р. після смерті Чжоу Еньлая. Його поминання вилилися в масові народні демонстрації, на яких люди виражали пошану покійному і протестували проти політики лівих радикалів. Безлади були жорстоко придушені, Чжоу Еньлая посмертно заклеймили як «каппутіста» (тобто прихильника капіталістичного шляху — ярлик, що використовувався під час культурної революції), а Ден Сяопіна відправлено в заслання. На той час Мао вже серйозно хворів на хворобу Паркінсона і не був у змозі активно втручатися в політику.
Після двох тяжких інфарктів 9 вересня 1976 року на 83-му році життя Мао Цзедун помер. На похорони «Великого керманича» прийшло більше мільйона людей. Тіло покійного забальзамували за розробленою китайськими ученими методикою і виставили для огляду через рік після смерті в спорудженому на площі Тяньаньмень величезному мавзолеї. На початок 2007 року усипальницю Мао відвідало близько 158 млн чоловік.

## Культ

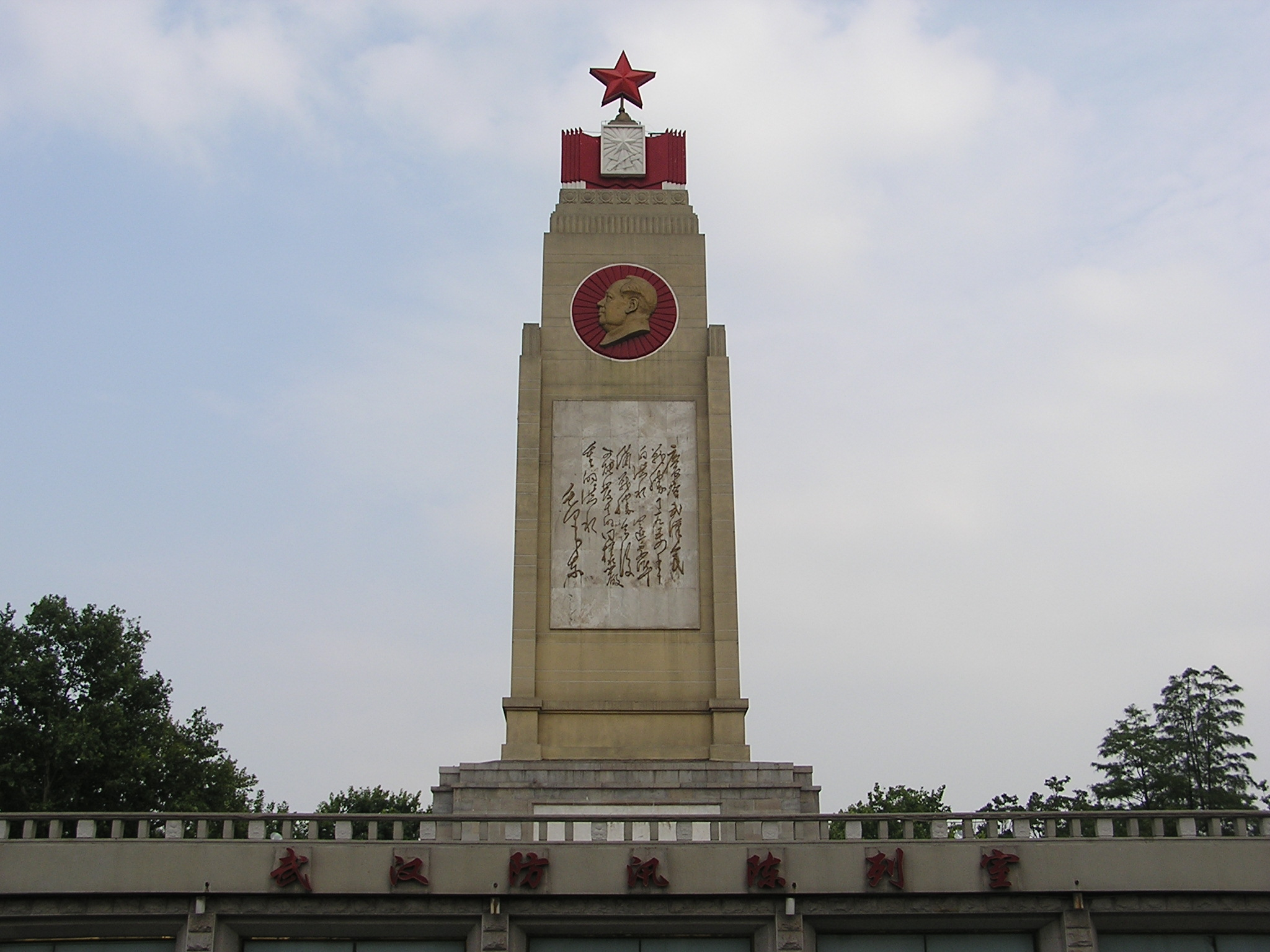
Монумент на честь Мао Цзедуна в Ухані

Культ особи Мао Цзедуна зародився ще під час Яньаньського періоду на початку 1940-их років. Вже тоді на заняттях з вивчення теорії комунізму використовувались головним чином праці Мао. У 1943 році почали виходити газети з портретом Мао на передовиці, а незабаром «ідеї Мао Цзедуна» стали офіційною програмою КПК. Після перемоги комуністів у громадянській війні плакати, портрети, а пізніше і статуї Мао з'явилися на площах міст, у кабінетах і навіть у квартирах громадян. Проте до гротескових розмірів культ Мао довів Лінь Бяо в середині 1960-х. Тоді вперше опубліковано цитатник Мао — «Червона книжечка», що стала надалі Біблією культурної революції та посіла 88 рядок у Рейтингу 100 найкращих книг усіх часів журналу Ньюсвік. У пропагандистських творах, як, наприклад, в підробленому «Щоденнику Лей Фена», гучних гаслах і полум'яних мовах культ «вождя» доведений до абсурду. Натовпи молодих людей збуджували себе до істерії, викрикуючи заздоровниці «червоному сонцю наших сердець» — «мудрому голові Мао». Мао Цзедун став фігурою, на якій у Китайській Народній Республіці було зосереджено геть все.
Після розгрому «Банди чотирьох» ажіотаж навколо Мао значно стих. Він досі є «галеонною фігурою» китайського комунізму, його досі вшановують, в містах все ще частково стоять пам'ятники Мао, його зображення прикрашає китайські банкноти, значки і наклейки. Проте нинішній культ Мао серед пересічних громадян, особливо молоді, слід швидше віднести до проявів сучасної поп-культури, а не свідомого поклоніння перед мисленням і діяннями цієї людини.

## Ідеї Мао

### Революційна теорія
Мао був творцем оригінальної революційної теорії, що поєднувала марксизим-ленінізм та низку давніх китайських філософських систем: легізм (фа-цзя), конфуціанську систему з її шануванням батьків і начальства (хоча саме конфуціанство в Китайській Народній Республіці було заборонене як «феодальна ідеологія»), повагою до обряду та ритуалу й бунтарський дух книжок іноземних і китайських анархістів початку XX століття. Його теорія була не продуктом кабінетної науки, а «виростала» безпосередньо з практики революційного руху в Китаї.
Ключовими для розуміння поглядів Мао на практику є його філософські твори «Відносно практики» та «Відносно суперечності». У них Мао сформулював — часто у формі простих афоризмів — концепцію, що для практичних потреб революційного руху Китаю 1930-40-х підходила краще, ніж «класичний» марксизм, від імені якого Мао виступав. Він усвідомив, що здійснює у себе в країні селянську революцію, і селяни є її головною рушійною силою. При цьому у своїх теоретичних побудовах Мао користувався марксистською термінологією і говорив про «диктатуру пролетаріату». Свою позицію він обґрунтовував, покликаючись на своєрідність китайських умов. Далі Мао державі протиставив армію. Якщо марксисти виходили з необхідності захопити «державну машину» й повернути її проти класового ворога (це і є «диктатура пролетаріату»), то Мао стверджував, що знаряддям розгрому класового ворога є не держава, а армія. Держава підпорядковується армії. Звідси відомий афоризм Мао: «Народ вчиться у партії, а партія — в армії».

### Три етапи партизанської війни
Мао вважав, що селянська війна, це — партизанська війна, а успішна партизанська війна розкладається на три етапи.
1) Створення партизанської бази у віддаленому, важкодоступному, неконтрольованому владою районі. Як казав Мао, «село виступає проти міста». Поняття «місто» і «село» означали «начальство, державних чиновників і ледарів» і «трудяще населення далекого куточка, що його начальство постійно оббирає». Партизанське вогнище є зразком майбутньої народної влади. Тут ведеться пропаганда у доступній формі. Мао, приходячи до нового району, завжди пояснював, що наше завдання — розділити землю, ліквідувати поміщиків і поки що не займати кулака. І повторював, що це приклад того, що ми хочемо зробити: землю — селянам, звільнити селян від податків і дати селянам гвинтівки, щоби вони стали «озброєним народом». Усі адміністративні та соціальні зміни, що впроваджуються у партизанському вогнищі, робляться лише для того, щоби партизанський рух вижив тут і тепер. А після перемоги все буде організовано набагато краще. Ця тактика «помірних перетворень» у зоні партизанського вогнища.
2) Цей етап називається «село оточує місто». Тепер партизанські дії виходять за межі бази й створюються партизанські райони. Партизанські райони не обов'язково повністю контрольовані партизанами — це райони, де партизани проводять свої бойові операції. Цю територію ще не захопили, продовжуються партизанські дії, але на території цих районів походи та рейди проводяться постійно. При цьому сфера дії партизанських з'єднань виходить далеко за межі первісної бази: у такий спосіб партизани не дають противнику напасти на саму базу. Також ця тактика покликана дезорганізувати життя і порушити комунікації противника у всьому районі, вимотати противника, примусити його безплідно витрачати свої матеріальні й людські ресурси.
3) Цей етап Мао назвав «село захоплює місто». Офіційна влада починає видихатися у нескінченній боротьбі та намагається зосередити всі свої сили у великих містах і в стратегічно важливих центрах. Урядові війська повністю втрачають стратегічну ініціативу, і міста починають поступово втрачати зв'язок одне з одним. Відтепер основною метою партизан стає руйнування комунікацій між урядовими анклавами, щоби вони не могли допомагати один одному та діяти спільно. Після чого партизани переходять до захоплення укріплених пунктів супротивника: спочатку падають найвіддаленіші гарнізони урядових військ, а наприкінці партизани захоплюють столицю.[джерело?]

### Світова революція
Концепція Мао перемоги комунізму у світі ґрунтувалася на його власному досвіді та досвіді антифранцузької війни Хо Ші Міна (1890—1969) та Во Нгуена Зіапа (1911—2013) у В'єтнамі. Її також можна розглядати як продовження його стратегії партизанської війни, тільки у світовому масштабі.[джерело?]
За Мао, хоча кінець-кінцем на зміну капіталізму прийде соціалістична система, капіталістична й імперіалістична система сама по собі ніколи не завалиться — її зруйнує пролетарська революція всередині імперіалістичних країн («першого світу») та національні революції в колоніях і залежних країнах («третього світу»). Вона починається з колоній і економічно відсталих країн з поступовим втягуванням у революційну війну Європи та США. Мао вважав, що головною рушійною силою епохи є національно-визвольні, антиімперіалістичні рухи в колоніях. Ці рухи комуністи мали очолити й використати. Оскільки більшість населення у колоніях і відсталих країнах живе на селі, революція у «третьому світі» має бути головним чином селянською з гаслами боротьби за землю. Треба підтримувати націоналізм народів Азії, Африки та Латинської Америки, просуваючи ідею «відокремлення» від метрополій. Після відокремлення колоній від метрополій в останніх настане господарська криза, що спричинить падіння рівня життя, викличе незадоволення широких мас і пролетарське повстання. Так антиколоніальні й антиімперіалістичні війни «місцевого значення» «переростатимуть» у світову революцію.[джерело?]

## Значення і спадщина Мао

Портрет Мао на Брамі Небесного Спокою в Пекіні

По смерті Мао залишив своїм наступникам країну в глибокій, всеосяжній кризі. Після «Великого стрибка» і культурної революції економіка країни животіла на низькому рівні, культурне життя і наука були розгромлені лівими радикалами. Особливо тяжкою спадщиною режиму Мао слід вважати покалічені долі десятків мільйонів людей в усій Китайській Народній Республіці, що постраждали від безглуздих і жорстоких кампаній. Тільки в ході культурної революції загинуло, за деякими даними, до 20 мільйонів людей, ще 100 мільйонів так чи інакше постраждали в її ході. Тим часом, за офіційною оцінкою Комуністичної Партії Китаю, Мао помилявся лише на 3/10 долі.
З іншого боку не можна не визнати, що Мао, отримавши в 1949 році малорозвинену, загрузлу в анархії, корупції і загальній розрусі аграрну країну за стислий термін зробив з неї досить могутню, незалежну державу, що володіє атомною зброєю. У роки його правління відсоток неписьменності знизився з 80 % до 7 %, тривалість життя збільшилася вдвічі, населення зросло більш ніж удвічі, індустріальна продукція більш ніж в 10 разів. Йому також вдалося вперше за декілька десятків років об'єднати Китай, відновивши його майже в тих межах, що він мав за часів Імперії; позбавити його від принизливого диктату іноземних держав, від якого Китай страждав починаючи з періоду опіумних воєн. Крім цього, навіть критики Мао визнають в нім блискучого стратега і тактика, який довів свої здібності під час Китайської Громадянської Війни і Корейської Війни.
Ідеологія маоїзму також зробила великий вплив на розвиток комуністичних рухів у багатьох країнах світу — Червоних Кхмерів в Камбоджі, Світлого Шляху в Перу, революційного руху в Непалі, комуністичних рухів у США і Європі. Тим часом, сама Китайська Народна Республіка після смерті Мао в своїй політиці вельми далеко відійшла від ідей Мао Цзедуна і комуністичній ідеології взагалі. Реформи, початі Ден Сяопіном в 1979 році і продовжені його послідовниками, де-факто зробили економіку Китайської Народної Республіки капіталістичною, з відповідними наслідками для внутрішньої і зовнішньої політики. У самій Китайській Народній Республіці персона Мао оцінюється вкрай неоднозначно. З одного боку, більшість населення бачать у ньому героя Громадянської Війни, сильного правителя, харизматичну особу. Деякі китайці старшого віку ностальгують за упевненістю в завтрашньому дні, рівністю і відсутністю корупції, що існували, на їхню думку, в епоху Мао. З іншого боку, багато людей не можуть пробачити Мао жорстокості і помилок його масових кампаній, особливо культурної революції. Сьогодні в Китайській Народній Республіці досить вільно ведеться дискусія про роль Мао в сучасній історії країни, публікуються твори, де політика «Великого керманича» піддається різкій критиці.

## Твори Мао

### Основні твори
- Класовий аналіз китайського суспільства (1926)
- Питання стратегії революційної війни в Китаї (1936)
- Відносно практики (1937) [Архівовано 29 березня 2014 у Wayback Machine.] — Київ: Державне видавництво політичної літератури УРСР, 1958.
- Відносно суперечності (1937) [Архівовано 29 березня 2014 у Wayback Machine.] — Київ: Державне видавництво політичної літератури УРСР, 1958.
- Діялєктичний матеріалізм (1938) [Архівовано 29 березня 2014 у Wayback Machine.]
- Про нову демократію (1940)
- Про правильне розв'язання протиріч всередині народу (1957)

### Видання українською
- Мао Цзе-дун. Відносно практики. Відносно суперечності. — Київ: Державне видавництво політич-ної літератури УРСР, 1958.
- Мао Цзе-дун. Філософські твори. — Київ: «Вперед», 2019.

### Видання іншими мовами
- Избранные произведения в четырех томах. — Москва: Издательство иностранной литературы, 1952.(рос.)
- Восемнадцать стихотворений. — Москва: Издательство иностранной литературы, 1957.(рос.)
- Выдержки из произведений. — Пекин: Издательство литературы на иностранных языках, 1966.(рос.)
- Сборник высказываний «Мао Цзедун». — Санкт-Петербург: Нева, Олма-Пресс, 2000.(рос.)
- Dzieła wybrane, t. 1-4, wyd. Książka i Wiedza, Warszawa 1953—1958.(пол.)
- Quotations from Mao Tse Tung. Peking: Foreign Languages Press, 1966.(англ.)
- Scritti scelti, 5 vol., Edizioni Rinascita, Roma 1954—1964.(італ.)
- Selected Works, 4 vols., Peking: Foreign Languages Press, 1965.(англ.)